# Aparicio
Aparicio es una localidad argentina, del  Partido de Coronel Dorrego, en la provincia de Buenos Aires.

## Población
Cuenta con 81 habitantes (Indec, 2022), lo que representa un casi nulo incremento frente a los 80 habitantes (Indec, 2010) del censo anterior.
| Gráfica de evolución demográfica de Aparicio entre 1980 y 2022 |
|                                                                |
| Fuente: Censos nacionales del INDEC                            |

## Toponimia
En memoria de Francisco Aparicio donante de las tierras donde se erigió la estación de ferrocarril.

## Ubicación
A 43 km de Coronel Dorrego, 39 km pavimentados por Ruta Nacional 3 y 4 km de tierra.

## Historia
La habilitación de la estación ferroviaria, ocurrida el 2 de diciembre de 1891, dio lugar a la formación del pueblo, llegando a contar con unos 500 habitantes. La posterior clausura de los servicios ferroviarios provocó la declinación demográfica. 
Funciona en la localidad una Subdelegación municipal, sala de primeros Auxilios, la capilla de la Sagrada Familia, el jardín de infantes N.º 905 Rosario Vera Peñaloza y la escuela N.º 2 Hipólito Yrigoyen.
La Cooperativa Agrícola se constituye en un importante factor de orden económico.
Entre las Instituciones más representativas cabe mencionar  al Club Deportivo y Recreativo Bernardino Rivadavia, la Peña Nativista Los Amigos, la Comisión de Fomento, el Club Danés del Sud, el Centro educativo para la producción total número 35 (C.E.P.T N.º 35) y la biblioteca popular Aparicio.